# 渥太華華埠
渥太華華埠位於渥太華市中心以西的森麻實街沿線。它東起卑街（Bay Street），西至柏斯頓街（據華埠商業促進會）。華埠的路牌沿森麻實街延伸直至柏斯頓街，再往西便有中餐館及其他亞洲餐館。
渥太華華埠於1989年獲指定為商業促進區，並命名為森麻實嶺（Somerset Heights），後於2005年正名為華埠（Chinatown）。
該地區雖為華埠，但亦擁有越南裔、韓裔及泰裔等亞裔背景商鋪。提供越南粉及廣式點心的食肆甚為常見。渥太華華埠具有城市特色，因其並非條狀商場。然而，商鋪都集中在一條商業街上，周圍是住宅區。

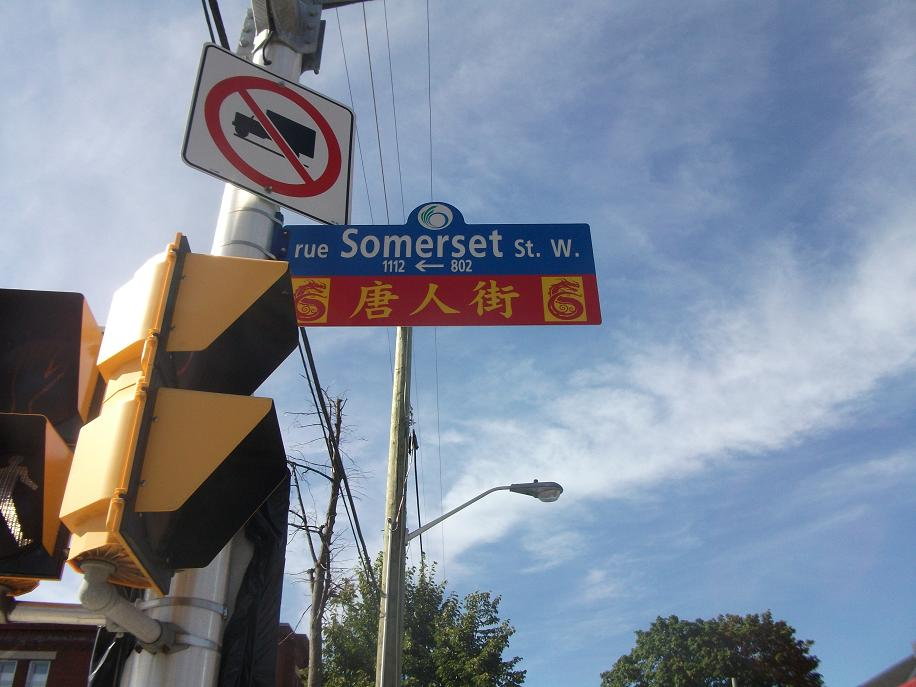
渥太華華埠內的森麻實街路牌

2010年初秋，布朗臣路以西的森麻實街街區的華埠西段入口處建起一座傳統牌坊。

## 歷史
早在20世紀初渥太華就已有華人居住（1911年首次人口普查記錄有華人居民），但華埠自1931年始才正式存在。其位於根德街與奧干拿街之間的亞厘畢街（Albert Street）街區。亞厘畢街華埠從20世紀40年代開始衰落，到20世紀70年代已不復存在。新華埠於20世紀60年代在森麻實西街形成，並於1982年取代舊華埠。

## 外部連結
- Chinatown Ottawa Business Improvement Association （页面存档备份，存于）
- City of Ottawa: Chinatown

45°24′39″N 75°42′26″W / 45.41084°N 75.70721°W